# Anatolij Kuznecov (attore)
Anatolij Kuznecov (Mosca, 31 dicembre 1930 – Mosca, 7 marzo 2014) è stato un attore sovietico.

## Filmografia parziale

### Attore
- Gost' s Kubani (1955)
- Slučaj na šachte vosem' (1957)
- K Čёrnomu morju (1957)
- Il bianco sole del deserto (1969)

## Premi
- Artista benemerito della RSFSR
- Artista del Popolo della RSFSR
- Ordine d'Onore
- Premio di Stato della Federazione Russa
- Ordine al merito per la Patria
- Ordine dell'Amicizia